# 巫兰英
巫兰英（1955年10月26日—），女，汉族，河南滑县人，中国飞碟射击运动员。曾四次获得国家体委颁发的体育运动荣誉奖章，担任第六届和第七届全国人大代表。

## 生平
1973年入选河南省飞碟射击队，中国首位射击世界冠军（1981年）。2001年任郑州大学体育学院院长。

## 比赛成绩
- 1978年全国射击分区赛女子组冠军。
- 1978年第八届亚洲运动会，与男队员一起夺男子双向飞碟射击团体第三名。
- 1979年第四届全国运动会夺男子双向飞碟冠军，并以194中的成绩创造女子双向世界纪录。
- 1980年菲律宾、1981年日本举行的两届亚洲飞碟射击锦标赛、成都全国射击冠军赛，夺女子双向飞碟金牌。
- 1981年世界飞碟射击锦标赛，双向飞碟女子团体冠军、双向飞碟女单冠军，成为中国首位射击世界冠军。
- 1982、1989年世界飞碟射击锦标赛女子团体冠军；
- 1983年世界飞碟、移动靶射击锦标赛双向飞碟女子团体冠军。